# Skośny system dwójkowy
Skośny system dwójkowy, binarne liczby skośne (ang. skew binary numbers) – system liczbowy, w którym liczby są reprezentowane w podobny, lecz nie identyczny, sposób do liczb dwójkowych.
W systemie binarnym kolejne cyfry (0 lub 1, licząc od prawej strony, czyli od najmniej znaczących) odpowiadają kolejnym potęgom liczby 2 (jest to system pozycyjny z bazą 2). Tak więc cyfra 1 na {\displaystyle i}-tej pozycji, licząc od prawej i zaczynając numerację od 0, odpowiada liczbie {\displaystyle 2^{i}.}
W systemie skośnym z kolei cyfra na {\displaystyle i}-tej pozycji odpowiada liczbie {\displaystyle 2^{i+1}-1.} Oprócz użycia cyfry 0 oraz 1, tak jak w zwykłych liczbach binarnych, pozwala się na użycie cyfry {\displaystyle 2,} co odpowiada liczbie {\displaystyle 2(2^{i+1}-1).}
Podsumowując liczba jest zapisana przy pomocy ciągu cyfr {\displaystyle d_{i}\in \{0,1,2\}} (zapisanych w kolejności malejącej {\displaystyle d_{i}d_{i-1}\dots d_{3}d_{2}d_{1}d_{0}}), a liczba którą reprezentują to {\displaystyle x=\sum _{i=0}^{k}d_{i}(2^{i+1}-1).}
Na przykład liczba {\displaystyle 92,} może zostać zapisana jako {\displaystyle 101200_{skew},} ponieważ
{\displaystyle 2\cdot (2^{3}-1)+1\cdot (2^{4}-1)+1\cdot (2^{6}-1)=0\cdot 1+0\cdot 3+2\cdot 7+1\cdot 15+0\cdot 31+1\cdot 63=14+15+63=92.}
Kolejne cyfry (od prawej) odpowiadają liczbom: 1, 3, 7, 15, 31, 63, 127, 255, 511, 1023, 2047,...

## Niejednoznaczność reprezentacji i konwencja zapisu
W celu usunięcia niejednoznaczności (daną liczbę można zapisać na kilka sposobów), wprowadza się regułę: cyfra 2 może wystąpić tylko raz i musi być to cyfra, za którą jest tylko ciąg cyfr 0. Liczba 92 powyżej jest zapisana zgodnie z tą konwencją. Bez tej reguły można by napisać również: {\displaystyle 21122_{skew},} ponieważ {\displaystyle 2\cdot 1+2\cdot 3+1\cdot 7+1\cdot 15+2\cdot 31=2+6+7+15+62=92.}

## Początkowe liczby
Zapis początkowych 16 liczb przedstawiono w tabeli:
| System dziesiętny | System dwójkowy | System skośny | System trójkowy |
| ----------------- | --------------- | ------------- | --------------- |
| 0                 | 0               | 0             | 0               |
| 1                 | 1               | 1             | 1               |
| 2                 | 10              | 2             | 2               |
| 3                 | 11              | 10            | 10              |
| 4                 | 100             | 11            | 11              |
| 5                 | 101             | 12            | 12              |
| 6                 | 110             | 20            | 20              |
| 7                 | 111             | 100           | 21              |
| 8                 | 1000            | 101           | 22              |
| 9                 | 1001            | 102           | 100             |
| 10                | 1010            | 110           | 101             |
| 11                | 1011            | 111           | 102             |
| 12                | 1100            | 112           | 110             |
| 13                | 1101            | 120           | 111             |
| 14                | 1110            | 200           | 112             |
| 15                | 1111            | 1000          | 120             |

## Operacje dodawania i usuwania jedynki
Pierwszym spostrzeżeniem jest, że
{\displaystyle 2\cdot (2^{i+1}-1)+1=1\cdot (2^{i+2}-1)}
Tj. dodanie 1 do 2, powoduje pojawienie się 1 na następnym miejscu (przeniesienie) – o ile na następnej pozycji było wcześniej 0.
Tworzy to prostą regułę dodawania 1:
- jeśli liczba w reprezentacji skośnej zawiera cyfrę 2 (zgodnie z konwencją jest tylko co najwyżej jedna taka cyfra), zmień ją na 0, a cyfrę następną (bardziej w lewo) zmień z 0 na 1, albo z 1 na 2. (przypadku z cyfrą 2 nie ma, ponieważ jest tylko co najwyżej jedna taka cyfra)
- jeśli liczba w reprezentacji skośnej nie zawiera cyfry 2, zmień na pierwszej pozycji (najbardziej na prawo) cyfrę 0 na 1, albo 1 na 2.

W obu przypadkach, powstała liczba będzie zgodna z konwencją.
Przykład: {\displaystyle 92+1=101200_{skew}+1=102000_{skew}=93.}
Warto zauważyć, że dodanie jedynki nie powoduje kaskadowego przenoszenia na dalsze pozycje, jak ma miejsce w normalnych systemach pozycyjnych w tym systemie dwójkowym.
Odejmowanie 1 wykonuje się w podobny (odwrotny) sposób.

## Motywacja
Liczby skośne w reprezentacji rzadkiej umożliwiają dodawanie jedynki w czasie stałym. W systemie binarnym dodanie 1 do 1 powoduje wynik 0 na danej pozycji i przeniesienie 1 na następną pozycję, które z kolei znowu może wywołać nowe przeniesienia – w najgorszym przypadku trzeba przejść wszystkie cyfry, których jest {\displaystyle O(\log x)}

## Rzadkie liczby binarne
Dodawanie (oraz odejmowanie) jedynki w liczbach skośnych zajmuje O(1) czasu, jednak należy znać pozycję cyfry 2 jeśli występuje. Można oprócz liczby pamiętać gdzie ostatnio została zapisana cyfra 2. Jednak w przypadku języków funkcyjnych, nawet ze znajomością pozycji k nie da się dojść do tego elementu w czasie stałym jeśli liczba jest reprezentowana jako lista jedno kierunkowa (trzeba przejść k elementów, których pesymistycznie może być {\displaystyle \log _{2}(x)+1}). W celu łatwego dostępu, liczbę zapisuje się w postaci listy w której początek listy odpowiada cyfrom mniej znaczącym (normalnie prawa strona zapisu).
```
 [0, 0, 2, 1, 0, 1] + 1 = [0, 0, 0, 2, 0, 1]   = 2∙15 + 1∙63 = 93
```

W tym celu używa się reprezentacji rzadkiej (można ją też zastosować do innych systemów liczbowych). W liście nie przechowuje się elementów równych 0, a oprócz cyfr, przechowuje się wagi (lub pozycje). Cyfrę dwa przechowuje się jako podwójna cyfra 1.
```
 92 = [7, 7, 15, 63]
```

```
 92 + 1 = [7, 7, 15, 63] + 1 = [7+7+1, 15, 63] = [15, 15, 63] = 93
```

Zamiast wag można alternatywnie przechowywać wykładniki: 92 = [2, 2, 3, 5]. 93 = [3, 3, 5]. W celu oszczędności miejsca (obie reprezentacje są sobie równoważne).
Umożliwia to wykonywanie operacji inkrementacji (dodania 1) oraz dekrementacji (odjęcie 1), w czasie stałym, niezależnie od wielkości liczby.

## Zastosowania
Z powodu swoich właściwości, skośne liczby dwójkowe wykorzystuje się w językach funkcyjnych, do implementacji takich struktur danych jak listy o dostępnie swobodnym. Operacje na takich listach mają złożoność przedstawioną w poniższej tabelce w porównaniu do innych funkcyjnych struktur:
| Operacja                                                           | Lista                                 | Zrównoważone BST          | Liczby skośne             |
| ------------------------------------------------------------------ | ------------------------------------- | ------------------------- | ------------------------- |
| head (odczyt pierwszego elementu listy)                            | {\displaystyle O(1)}                  | {\displaystyle O(\log n)} | {\displaystyle O(1)}      |
| cons (konstrukcja nowej listy z dodanym nowym pierwszym elementem) | {\displaystyle O(1)}                  | {\displaystyle O(\log n)} | {\displaystyle O(1)}      |
| tail (konstrukcja nowej listy bez pierwszego elementu)             | {\displaystyle O(1)}                  | {\displaystyle O(\log n)} | {\displaystyle O(1)}      |
| index (i-ty element)                                               | {\displaystyle O(n)} – pesymistycznie | {\displaystyle O(\log n)} | {\displaystyle O(\log n)} |

Liczby skośne mogą być również użyte do implementacji kolejek z dostępem swobodnym w językach funkcyjnych.

## Przykład implementacji
Przykład operacji dodawania oraz konwersji na liczbę lub notację pozycyjną (implementacja w języku programowania Erlang). Używa formatu rzadkiej notacji wykładnikowej, np. 92 = [2,2,3,5].
```
zero
()
 
->
 
[].

% Operacja inc wykonuje się w czasie stałym!

inc
([
X
,
X
|
T
])
 
->
 
[
X
+
1
|
T
];

inc
([
X
|
T
])
   
->
 
[
0
,
X
|
T
];

inc
([])
      
->
 
[
0
].

% [2,2,3,5] -> "101200".

to_display
([])
 
->
 
[
$0
];

to_display
(
L
)
  
->
 
to_display
(
L
,
 
[],
 
false
,
 
0
).

to_display
([
X
,
X
|
T
],
 
Acc
,
 
_,
 
X
)
  
->
 
to_display
(
T
,
 
[
$2
 
|
 
Acc
],
 
false
,
 
X
+
1
);

to_display
([
X
|
T
],
 
Acc
,
 
_,
 
X
)
    
->
 
to_display
(
T
,
 
[
$1
 
|
 
Acc
],
 
false
,
 
X
+
1
);

to_display
([_|_
T
]
=
L
,
 
Acc
,
 
_,
 
X
)
 
->
 
to_display
(
L
,
 
[
$0
 
|
 
Acc
],
 
true
,
 
X
+
1
);

to_display
([],
 
Acc
,
 
true
,
 
_
X
)
   
->
 
[
$1
 
|
 
Acc
];

to_display
([],
 
Acc
,
 
false
,
 
_
X
)
  
->
 
Acc
.

% [2,2,3,5] -> [7,7,15,63].

to_exps
(
L
)
 
->
 
[
 
(
1
 
bsl
 
(
X
+
1
))
 
-
 
1
 
||
 
X
 
<-
 
L
 
].

% [7,7,15,63] -> "63+15+7+7".

to_sum
([])
 
->
 
"0"
;

to_sum
(
L
)
 
->
 
string
:
join
([
 
integer_to_list
(
P
)
 
||
 
P
 
<-
 
to_exps
(
L
)
 
],
 
"+"
).

% [2,2,3,5] -> 92.

to_number
(
L
)
  
->
 
lists
:
foldl
(
fun
(
X
,
 
Acc
)
 
->
 
Acc
 
+
  
((
1
 
bsl
 
(
X
+
1
))
 
-
 
1
)
 
end
,
 
0
,
 
L
).

%to_number2(L) -> lists:sum(to_exps(L)). % alternatywnie

% pokazuje pierwsze N liczb

first
(
N
)
 
->
 
lists
:
foldl
(
fun
(
I
,
 
X
)
 
->

      
io
:
format
(
"
~p
:   
\t
~p
     
\t
= 
~s
        
\t
= 
~p
     
\t
= 
~s
_skew
~n
"
,
 
[
I
-
1
,
 
X
,
 
to_sum
(
X
),
 
to_number
(
X
),
 
to_display
(
X
)]),

      
inc
(
X
)

   
end
,
 
zero
(),
 
lists
:
seq
(
1
,
 
N
)).

```

Wynik działania:
```
 first(101).
 0:    []              = 0             = 0             =      0_skew
 1:    [0]             = 1             = 1             =      1_skew
 2:    [0,0]           = 1+1           = 2             =      2_skew
 3:    [1]             = 3             = 3             =     10_skew
 4:    [0,1]           = 3+1           = 4             =     11_skew
 5:    [0,0,1]         = 3+1+1         = 5             =     12_skew
 6:    [1,1]           = 3+3           = 6             =     20_skew
 7:    [2]             = 7             = 7             =    100_skew
 8:    [0,2]           = 7+1           = 8             =    101_skew
 9:    [0,0,2]         = 7+1+1         = 9             =    102_skew
 10:   [1,2]           = 7+3           = 10            =    110_skew
 11:   [0,1,2]         = 7+3+1         = 11            =    111_skew
 12:   [0,0,1,2]       = 7+3+1+1       = 12            =    112_skew
 13:   [1,1,2]         = 7+3+3         = 13            =    120_skew
 14:   [2,2]           = 7+7           = 14            =    200_skew
 15:   [3]             = 15            = 15            =   1000_skew
...
 90:   [0,0,1,2,3,5]   = 63+15+7+3+1+1 = 90            = 101112_skew
 91:   [1,1,2,3,5]     = 63+15+7+3+3   = 91            = 101120_skew
 92:   [2,2,3,5]       = 63+15+7+7     = 92            = 101200_skew
 93:   [3,3,5]         = 63+15+15      = 93            = 102000_skew
 94:   [4,5]           = 63+31         = 94            = 110000_skew
 95:   [0,4,5]         = 63+31+1       = 95            = 110001_skew
 96:   [0,0,4,5]       = 63+31+1+1     = 96            = 110002_skew
 97:   [1,4,5]         = 63+31+3       = 97            = 110010_skew
 98:   [0,1,4,5]       = 63+31+3+1     = 98            = 110011_skew
 99:   [0,0,1,4,5]     = 63+31+3+1+1   = 99            = 110012_skew
 100:  [1,1,4,5]       = 63+31+3+3     = 100           = 110020_skew
```

## Referencje
- Wykład z programowania funkcyjnego z implementacją list opartych na liczbach skośnych w języku Standard ML